# 東経31度線
東経31度線（とうけい31どせん）は、本初子午線面から東へ31度の角度を成す経線である。北極点から北極海、ヨーロッパ、トルコ、アフリカ、インド洋、南極海、南極大陸を通過して南極点までを結ぶ。東経31度線は、西経149度線と共に大円を形成する。

## 通過する地域一覧
東経31度線は、北極点から南極点まで南に向かって以下の場所を通っている。
| 地理座標                                             | 国土・領土・領海         | 備考 |
| ---------------------------------------------------- | ------------------------ | --- |
| 北緯90度0分 東経31度0分 / 北緯90.000度 東経31.000度  | 北極海                   | |
| 北緯80度10分 東経31度0分 / 北緯80.167度 東経31.000度 | バレンツ海               | クヴィト島（ ノルウェー・スヴァールバル諸島）のすぐ西を通過 · コングカルルス諸島（ ノルウェー・スヴァールバル諸島）のすぐ東を通過 |
| 北緯70度25分 東経31度0分 / 北緯70.417度 東経31.000度 | ノルウェー               | ヴァランゲル半島（英語版） - 国土の最東端                                                                                         |
| 北緯70度16分 東経31度0分 / 北緯70.267度 東経31.000度 | ヴァランゲル・フィヨルド | |
| 北緯69度46分 東経31度0分 / 北緯69.767度 東経31.000度 | ロシア                   | |
| 北緯63度18分 東経31度0分 / 北緯63.300度 東経31.000度 | フィンランド             | |
| 北緯62度22分 東経31度0分 / 北緯62.367度 東経31.000度 | ロシア                   | ラドガ湖を通過 |
| 北緯55度9分 東経31度0分 / 北緯55.150度 東経31.000度  | ベラルーシ               | 約3km |
| 北緯55度7分 東経31度0分 / 北緯55.117度 東経31.000度  | ロシア                   | 約4km |
| 北緯55度5分 東経31度0分 / 北緯55.083度 東経31.000度  | ベラルーシ               | 約7km |
| 北緯55度1分 東経31度0分 / 北緯55.017度 東経31.000度  | ロシア                   | |
| 北緯54度43分 東経31度0分 / 北緯54.717度 東経31.000度 | ベラルーシ               | 約3km |
| 北緯54度41分 東経31度0分 / 北緯54.683度 東経31.000度 | ロシア                   | 約2km |
| 北緯54度40分 東経31度0分 / 北緯54.667度 東経31.000度 | ベラルーシ               | |
| 北緯52度4分 東経31度0分 / 北緯52.067度 東経31.000度  | ウクライナ               | |
| 北緯46度35分 東経31度0分 / 北緯46.583度 東経31.000度 | 黒海                     | |
| 北緯41度5分 東経31度0分 / 北緯41.083度 東経31.000度  | トルコ                   | 474km |
| 北緯36度52分 東経31度0分 / 北緯36.867度 東経31.000度 | 地中海                   | |
| 北緯31度35分 東経31度0分 / 北緯31.583度 東経31.000度 | エジプト                 | カイロのすぐ西を通過 |
| 北緯22度0分 東経31度0分 / 北緯22.000度 東経31.000度  | スーダン                 | |
| 北緯9度45分 東経31度0分 / 北緯9.750度 東経31.000度   | 南スーダン               | |
| 北緯3度42分 東経31度0分 / 北緯3.700度 東経31.000度   | ウガンダ                 | |
| 北緯2度24分 東経31度0分 / 北緯2.400度 東経31.000度   | コンゴ民主共和国         | |
| 北緯1度56分 東経31度0分 / 北緯1.933度 東経31.000度   | アルバート湖             | |
| 北緯1度32分 東経31度0分 / 北緯1.533度 東経31.000度   | ウガンダ                 | |
| 南緯1度0分 東経31度0分 / 南緯1.000度 東経31.000度    | タンザニア               | |
| 南緯8度16分 東経31度0分 / 南緯8.267度 東経31.000度   | タンガニーカ湖           | |
| 南緯8度46分 東経31度0分 / 南緯8.767度 東経31.000度   | ザンビア                 | |
| 南緯14度44分 東経31度0分 / 南緯14.733度 東経31.000度 | モザンビーク             | |
| 南緯16度3分 東経31度0分 / 南緯16.050度 東経31.000度  | ジンバブエ               | ハラレのすぐ西を通過 |
| 南緯22度19分 東経31度0分 / 南緯22.317度 東経31.000度 | 南アフリカ共和国         | リンポポ州 ムプマランガ州 |
| 南緯26度12分 東経31度0分 / 南緯26.200度 東経31.000度 | エスワティニ             | |
| 南緯27度2分 東経31度0分 / 南緯27.033度 東経31.000度  | 南アフリカ共和国         | ムプマランガ州 クワズール・ナタール州 - ダーバンを通過                                                                            |
| 南緯29度57分 東経31度0分 / 南緯29.950度 東経31.000度 | インド洋                 | |
| 南緯60度0分 東経31度0分 / 南緯60.000度 東経31.000度  | 南極海                   | |
| 南緯69度2分 東経31度0分 / 南緯69.033度 東経31.000度  | 南極大陸                 | ドローニング・モード・ランド（ ノルウェーが領有権を主張）                                                                         |